# František Kupka
František Kupka (Opočno, 1871. szeptember 23. – Puteaux, 1957. június 24.) cseh festő, az orfista kubizmus és az absztrakt festészet jeles képviselője.

## Élete, munkássága
Kupka Csehországban született, és már gyermekkorában cégtáblákat és szentképeket festett. 1889-től 1892-ig a prágai képzőművészeti iskolába járt, és ebben az időben historikus és hazafias jellegű képeket készített. 1892-től Bécsben képezte tovább magát (a képzőművészeti főiskolán tanult), és ekkoriban az allegorikus témák érdekelték elsősorban. Egy kiállításon megismerkedett az impresszionista festészettel, ami elbűvölte. Valószínűleg ez is közrejátszhatott abban, hogy 1895-ben Párizsba költözött. Műtermet bérelt és illusztrációkat készített sanzonénekeseknek, színészeknek. Megismerkedett és barátságot kötött Alfons Muchával, a honfitárs festővel. Kupka először természet után festett képekkel jelentkezett, az 1900-as párizsi világkiállításon a városban élő külföldi művészek között állított ki. Alaposságára jellemző, hogy az Énekek éneke illusztrálása miatt megtanult héberül, majd amikor Lüszisztrate és A leláncolt Prométheusz, vagy Leconte de Lisle Az Erinnüszök-je foglalkoztatta, akkor ókori régészeti tanulmányokba kezdett.
1906-tól figyelhető meg fordulópont a művészetében: a víz által torzított formákat vizsgálta, ettől a színei is hidegebbekké váltak. 1909-ben állította ki nagy feltűnést keltő alkotását, a Nagy akt-ot az Őszi Szalonon. A festmény átmenetet képez a fauvizmus és a kubizmus között, a színek foltjainak örvénylő elrendezése szigorúan megkomponált. Szerkesztésmódja ezután gyorsan és logikusan fejlődött a maga útján: egyre inkább a konstrukció vált előtérbe. 1910-ben festette és az 1912-es Őszi Szalonon állította ki Fúga pirosban és kékben című művét. A kép koncentrikusan elhelyezett kék, piros, zöld és fekete foltokból építkezik. 1911-től már csak teljesen absztrakt képeket festett. Függőleges kék és piros síkok (1913) című képén függőlegesen elhelyezett kékek, pirosak és feketék adják a mű ritmusát. Kupka kapcsolatban volt a kor művészeti áramlataival, azok képviselőivel. Részt vett a Section d’Or Jaques Villard által szervezett találkozóin, ahol Guillaume Apollinaire is meg- és elismerte, és az orfizmus és a jövő művészetének előkészítői közé sorolta. Ismertsége révén híre külföldre is eljutott, 1913-ban a New York Times külön írást közölt róla, interjút is készített vele.
Kupka az első világháború idején önkéntesen belépett a Francia Idegenlégió Nazdar nevű csehszlovák századába. Szolgálatlaiért a Francia Becsületrend tiszti fokozatával tüntették ki és századosi rendfokozatot kapott.. A háború után találkozott Jindřich Waldes műgyűjtővel, aki folyamatosan vásárolt tőle, és sokáig mecénása volt a festőnek. Kupka 1919 után is folytatta kísérleteit (Diagrammák, Forgó arabeszkek), de ezt a közvélemény és a kritika sem értékelte kellően, művei gyakorlatilag visszhang nélkül maradtak. Munkásságainak új eredményeit 1936-ban mutatta be, de művészetét csak a második világháború után ismerték el, világszerte az absztrakt festészet úttörőjeként tartották számon. 1946-ban Csehszlovákiában retrospektív kiállítást rendeztek műveiből, az állam pedig múzeumot rendezett be alkotásai számára, Waldes gyűjteményét államosították.